# Thomas Madden
Thomas Madden (ur. 1960) – amerykański mediewista, zajmujący się głównie dziejami wypraw krzyżowych. 
Jest dziekanem Wydziału Historii Uniwersytetu Saint Louis.

## Wybrane publikacje
- Venice: A New History, 2012, Viking
- Crusades: Medieval Worlds in Conflict, 2010 Ashgate
- Empires of Trust, 2008, Dutton/Penguin
- The Fourth Crusade: Event, Aftermath, and Perceptions, 2008, Ashgate
- Crusades: The Illustrated History, 2005, University of Michigan Press
- Enrico Dandolo and the Rise of Venice, 2003, Johns Hopkins University Press
- The Crusades: The Essential Readings, 2002, Blackwell
- The New Concise History of the Crusades, 1999, Rowman & Littlefield
- Medieval and Renaissance Venice, 1999, University of Illinois Press
- The Fourth Crusade: The Conquest of Constantinople, 1997, University of Pennsylvania Press

## Publikacje w języku polskim
- Mity na temat krucjat, przeł. Jan J. Franczak, "Fronda" (2004), z. 33, s. 160-169 .
- Krzyżowcy i historycy, przeł.  Robert Pucek, "First Things" (2006), nr 1, s. 66-71.
- Krucjaty, pod red. Thomasa F. Maddena, tł. Mariusz Zwoliński, Warszawa: Wydawnictwo Naukowe PWN 2007.
- Historia wypraw krzyżowych: nowe ujęcie, tł. Aleksandra Czwojdrak, Kraków: Wydawnictwo Uniwersytetu Jagiellońskiego 2008.